# Ramot HaShavim
Ramot HaShavim (hebreiska: רמות השבים) är en ort i Israel.   Den ligger i distriktet Centrala distriktet, i den norra delen av landet. Ramot HaShavim ligger 49 meter över havet och antalet invånare är 1 300.
Terrängen runt Ramot HaShavim är platt. Runt Ramot HaShavim är det mycket tätbefolkat, med 1 632 invånare per kvadratkilometer. Närmaste större samhälle är Tel Aviv, 13,6 km sydväst om Ramot HaShavim. Trakten runt Ramot HaShavim består till största delen av jordbruksmark.